# Klaaswaal

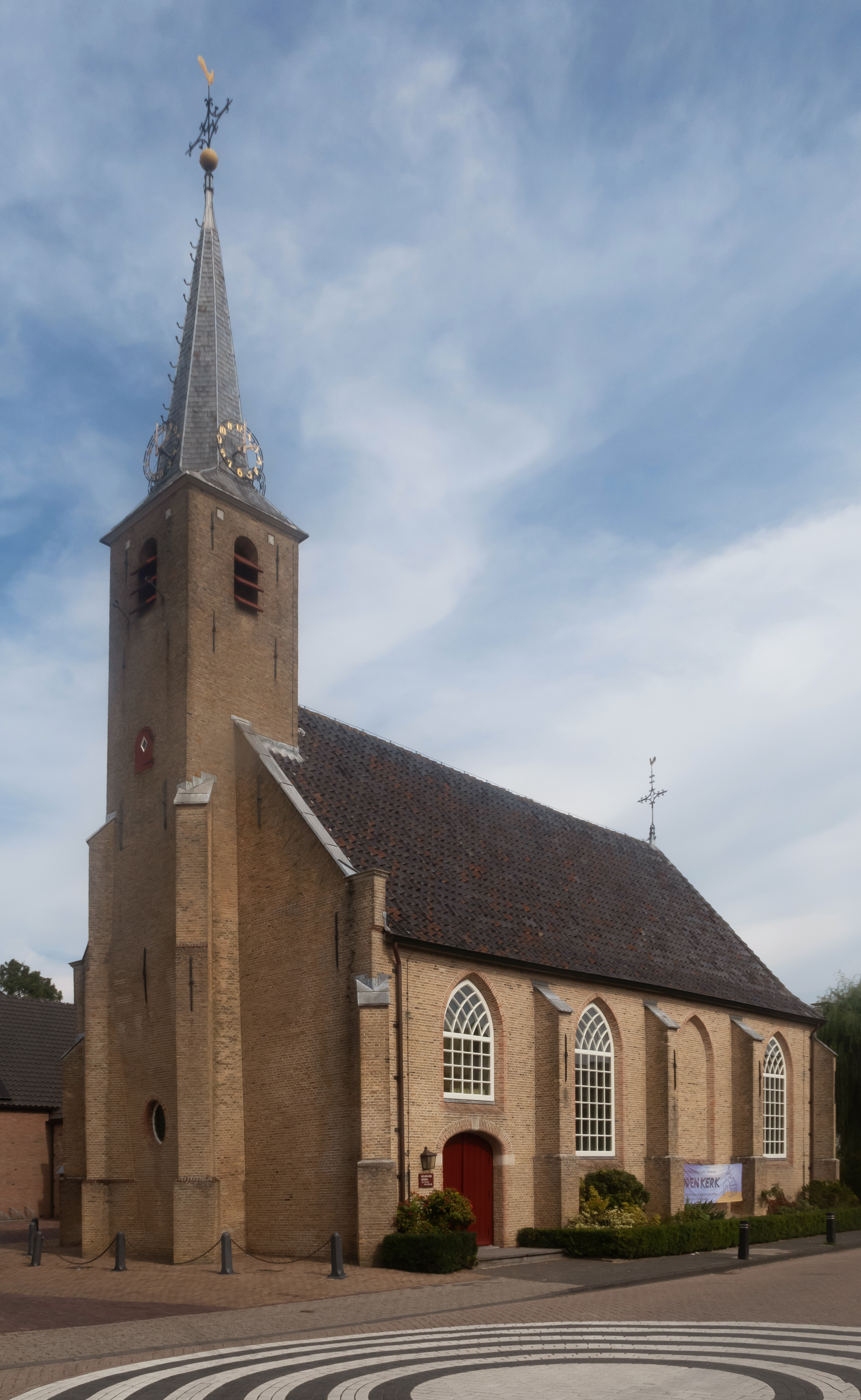
L'église protestante

Klaaswaal est un village qui fait partie de la commune de Hoeksche Waard dans la province néerlandaise de Hollande-Méridionale. Le 1er janvier 2007, le village comptait 3 960 habitants.
Klaaswaal a été une commune indépendante jusqu'au 1er janvier 1984. Elle a fusionné avec Numansdorp pour former la nouvelle commune de Cromstrijen. Laquelle a fusionné à nouveau en 2019 en une commune nouvelle nommée Hoeksche Waard.